# De institutione regia
Le De institutione regia est un texte latin de Jonas d'Orléans, auteur ecclésiastique né en Aquitaine aux alentours de 760, poète à la cour de Charlemagne, qui succède à Théodulphe sur le siège épiscopal d’Orléans et meurt aux alentours de 843.